# Surbourg
Surbourg je občina v departmaju Bas-Rhin francoske regije Alzacija.
Leta 1990 je v občini živelo 1 464 oseb oz. 140 oseb/km².